# Necrópolis de Cristóbal Colón
La Necrópolis de Cristóbal Colón es una de las veintiuna necrópolis existentes en la ciudad cubana de La Habana y está declarada Monumento Nacional de Cuba desde el año 1987. Con 57 hectáreas de extensión, es el cementerio más importante del país. Posee un gran número de obras escultóricas y arquitectónicas, razón por la que muchos especialistas lo sitúan como uno de los primeros de importancia mundial. 
La necrópolis es una de las más valoradas de América a nivel cultural debido a la riqueza y variedad de esculturas y formas arquitectónicas. La portada principal del cementerio se encuentra rematada por un conjunto escultórico de mármol de Carrara, realizado por José Vilalta y Saavedra, y en su totalidad alcanza una altura de 21 metros de alto  y 34 de largo. En este conjunto se encuentran representadas las tres virtudes teologales: la caridad, la fe y la esperanza.

## Historia
Los antecedentes datan de 1854, momento en el que el gobernador marqués de la Pezuela proyectó la construcción de una nueva necrópolis en La Habana cuando resultó insuficiente e inoperante el viejo cementerio de Espada, idea que no pudo ser llevada a cabo en aquel entonces.

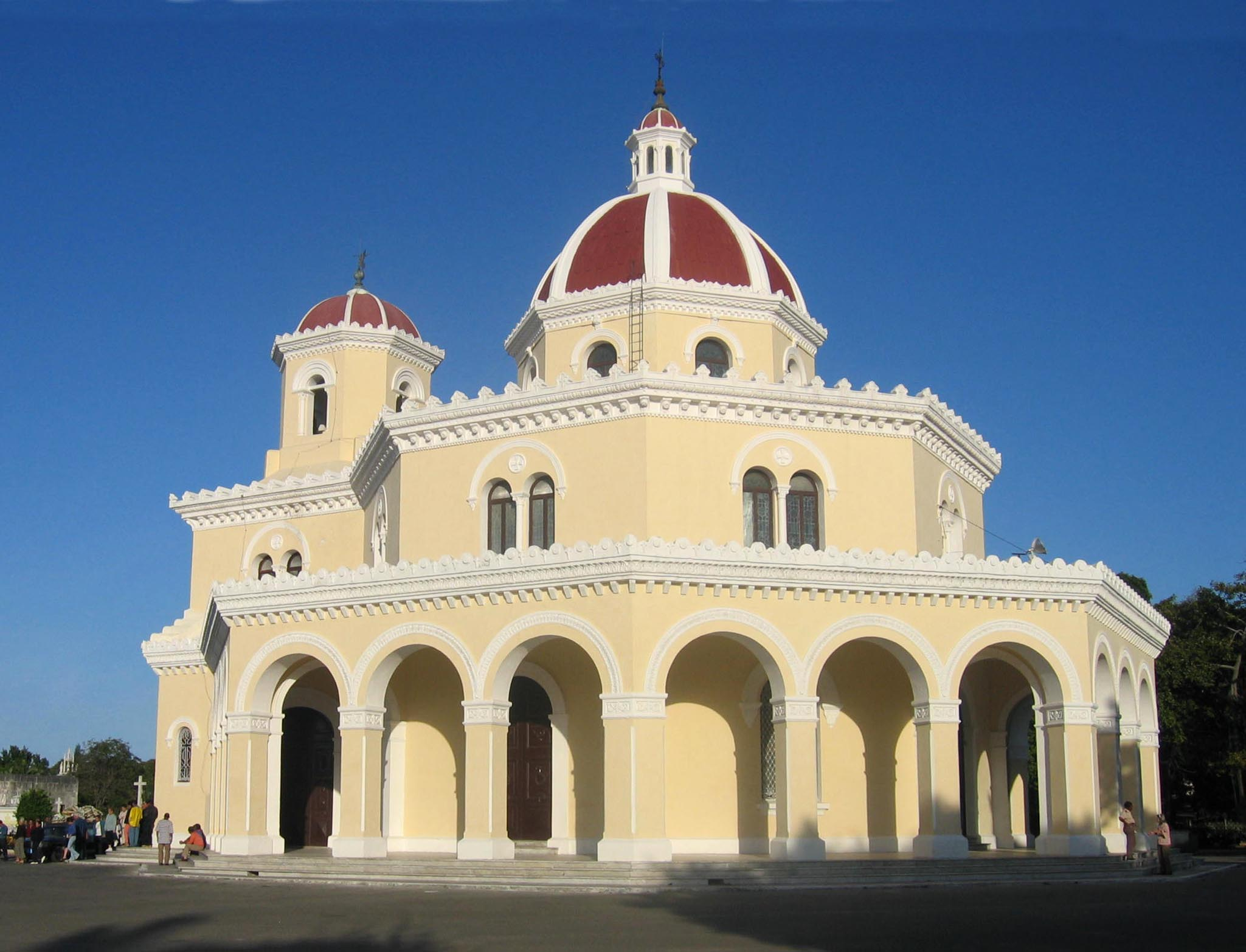
Capilla localizada en el centro del cementerio

Su construcción fue autorizada por Real Decreto el 28 de julio de 1866 y el 30 de octubre de 1871 se inició la construcción con la colocación simbólica de la primera piedra. Las obras fueron concluidas casi quince años después, el 2 de julio de 1886.

## Características

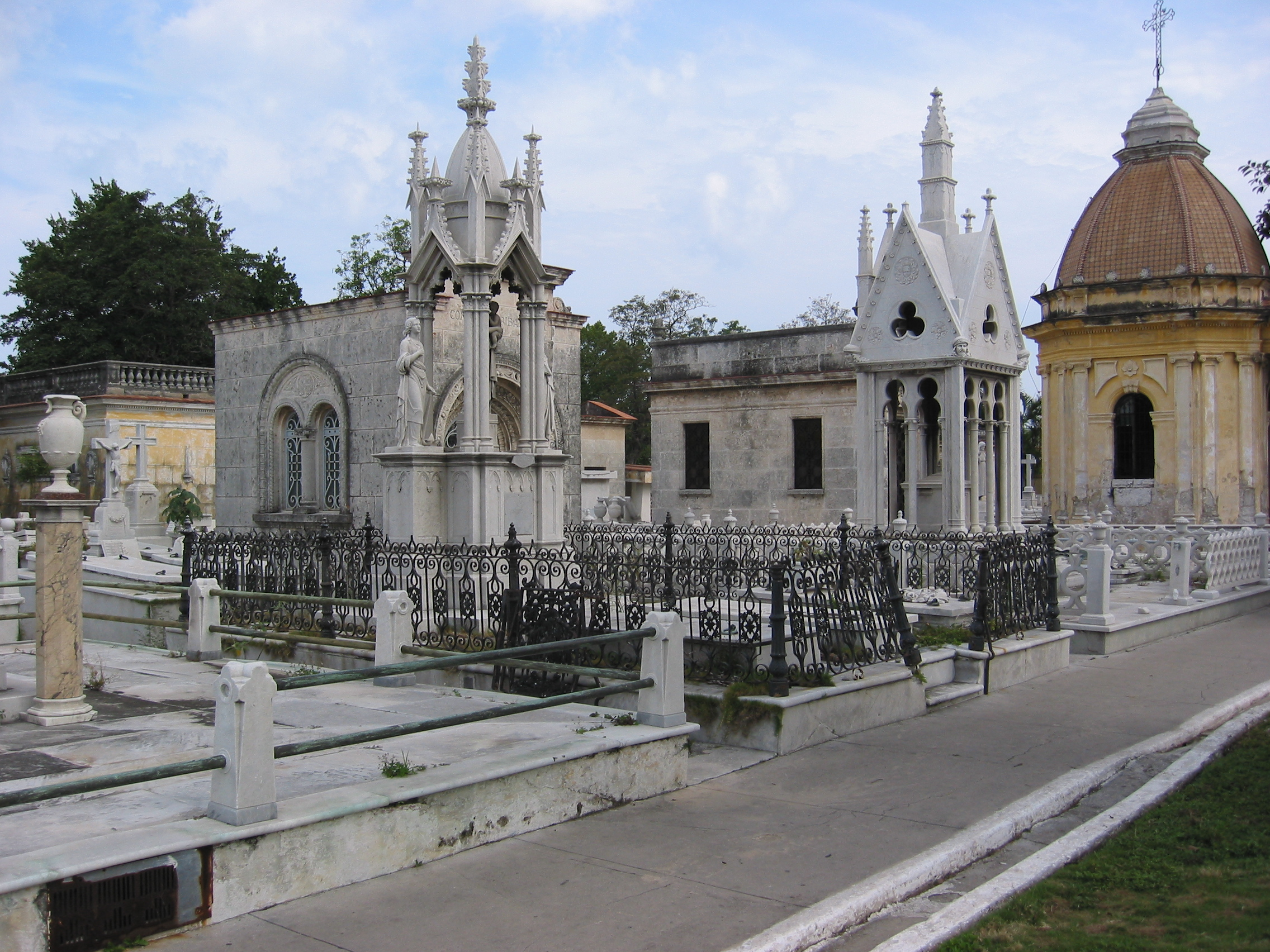
Una de las tumbas del cementerio

Su entrada se caracteriza por la forma similar a un gran arco de triunfo, rematado por un monumento escultórico, de mármol de Carrara, con el que alcanza una altura de 21.66 metros y 34 m de longitud. El conjunto representa las tres virtudes teologales: fe, esperanza y caridad. Esta portada fue proyectada por el arquitecto español Calixto de Loira. Los relieves y las esculturas en mármol de Carrara son del artista cubano José Vilalta de Saavedra. 
Al traspasar la gigantesca portada de estilo neobizantino, dos amplias avenidas sirven de marcador principal para la división del cementerio en cuatro áreas, llamadas desde sus inicios "cuarteles". De norte a sur corre la avenida Cristóbal Colón, hasta la capilla central, y Obispo Espada desde la capilla hasta la puerta del sur, y de este a oeste la avenida Fray Jacinto. La planta del cementerio tiene una estructura rectangular, en forma de campamento romano y está compuesto por una retícula de calles, manzanas y lotes.
En la Necrópolis Cristóbal Colón, numerosos panteones son recreación a escala de las mansiones coloniales de sus dueños originales en otras épocas. Los arcos, las cúpulas, y los característicos vitrales de su magnificente arquitectura decoran las construcciones funerarias artísticamente.
Esas obras constituyen una de las características más notables del camposanto, ejecutadas en los variados estilos arquitectónicos y materiales, de acuerdo con la fecha de construcción y la posición económica del propietario, pues contrasta visualizar a la vera de los mausoleos erigidos por los magnates en la república, las familias más modestas que fueron construyendo sus pequeñas y sencillas tumbas.
Verdadero monumento arquitectónico de la antigüedad, la necrópolis es el único cementerio americano dedicado a Cristóbal Colón, gran navegante y descubridor de importantes destinos en el continente americano.
El suntuoso lugar se nos antoja una gran cantera esculpida a cielo abierto, tal es la profusión de mármol de Carrara, granito y otras piedras que aparecen por doquier a nuestro paso y en todas las direcciones.

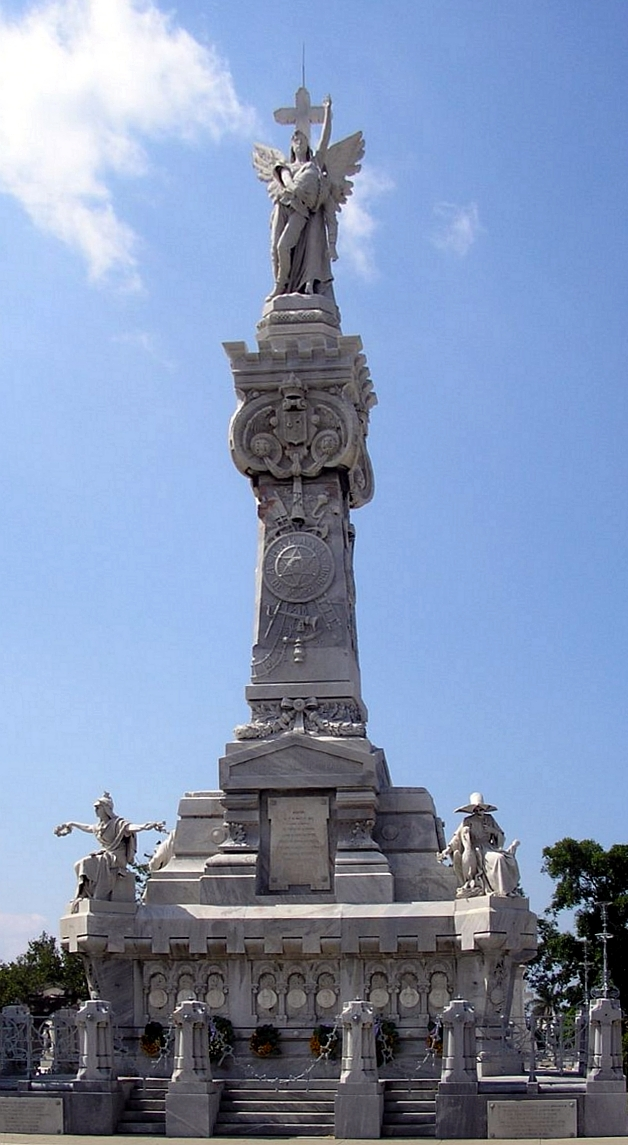
Monumento o mausoleo de los bomberos, del escultor Agustín Querol.

Centenares de sitios de esas condiciones se localizan distribuidos entre los diferentes cuarteles del cementerio, muchos de ellos dedicados no sólo a personalidades individuales, sino a sociedades de beneficencia o importantes instituciones, como es el caso del panteón de las Fuerzas Armadas.
Si impresionantes son las construcciones, no menos formidables resultan sus estatuas, como el conjunto escultórico dedicado a un grupo de bomberos muertos trágicamente el 17 de mayo de 1890 en acto de servicio. En esta obra funeraria de unos diez metros de alto, realizada en mármol, obra del escultor español Agustín Querol y del arquitecto Julio Martínez-Zapata, están representados los bomberos fallecidos con sus rostros. Como elemento curioso señalaremos que al no poder encontrar ni una sola foto o vestigio de uno de ellos en el que inspirarse, pero para no condenar su recuerdo al anonimato, el propio escultor, en un gesto muy de acuerdo con el romanticismo de la época, le prestó su propia apariencia. Su columna central está rematada por un grupo escultórico que representa al Ángel de la Fe conduciendo a un bombero a la inmortalidad. Cuatro figuras alegóricas (la abnegación, el dolor, el heroísmo y el martirio) custodian esta obra erigida por el agradecido pueblo de La Habana.
Símbolos irrepetibles atraen a los visitantes al cementerio, caracterizado por la constante presencia de simbología funeraria como antorchas invertidas, que recuerdan el término de la existencia humana, acompañadas de ramas de laurel y de relojes de arena alados, los cuales marcan con el descenso de sus granos lo irreversible de la vida terrenal.
La tumba más visitada es la de Amelia Goiry de la Hoz, una dama de la alta sociedad, que ahora se le conoce como "La Milagrosa, devenida símbolo de la esperanzaen el imaginario popular. 
En una extensa área donde contrasta el verde de la vegetación con el blanco frío del mármol, los recuerdos perduran en la eternidad y envuelven a aquellos que se aventuran a conocer esa parte de la historia de La Habana, contada en el silencio de sus muertos.

## Personas enterradas
El cementerio alberga los restos de algunas importantes personalidades en ámbitos como la historia, la política, la literatura, el cine o el deporte. Entre ellas se encuentran:
- Manuel Ascunce Domenech (1945-1961), maestro.
- José Raúl Capablanca (1888-1942), ajedrecista, campeón mundial entre 1921 y 1927.
- Alejo Carpentier (1904-1980), escritor, ganador del Premio Cervantes de 1977.
- José Manuel Carvajal Zaldívar "El Taiger" (1987–2024), músico.
- Juan Chabás (1900-1954), escritor español, perteneciente a la Generación del 27.
- Eliseo Diego (1920-1994), escritor y poeta.
- Ibrahim Ferrer (1927-2005), cantante de son cubano, integrante del Buena Vista Social Club.
- Rosita Fornés (1923-2020), vedette.
- Rubén González (1919-2003), músico.
- Tomás Gutiérrez Alea (1928-1996), cineasta.
- Alberto Korda (1928-2001), fotógrafo, autor del célebre retrato del Che Guevara.
- Pío Leyva (1917-2006) músico, integrante del Buena Vista Social Club.
- José Lezama Lima (1910-1976), escritor.
- Dulce María Loynaz (1902-1997), poeta, ganadora del Premio Cervantes de 1992.
- Manuel «Guajiro» Mirabal (1933-2024) músico, integrante del Buena Vista Social Club.
- Rita Montaner (1900-1958), actriz, cantante, pianista y vedette, conocida como La Única.
- William Alexander Morgan  (1928-1961), militar.
- Germán Pinelli (1907-1995), presentador, actor y locutor.
- Chano Pozo (1915-1948), músico.
- Teófilo Stevenson (1952-2012), boxeador.
- Alicia Alonso (1920-2019) bailarina de ballet clásico. Co fundadora del Ballet Nacional de Cuba.

## Ubicación
Está situado en la esquina de la Calzada de Zapata y Calle 12, en el barrio El Vedado de la ciudad de La Habana.